# NASDAQ-100 Open 2006

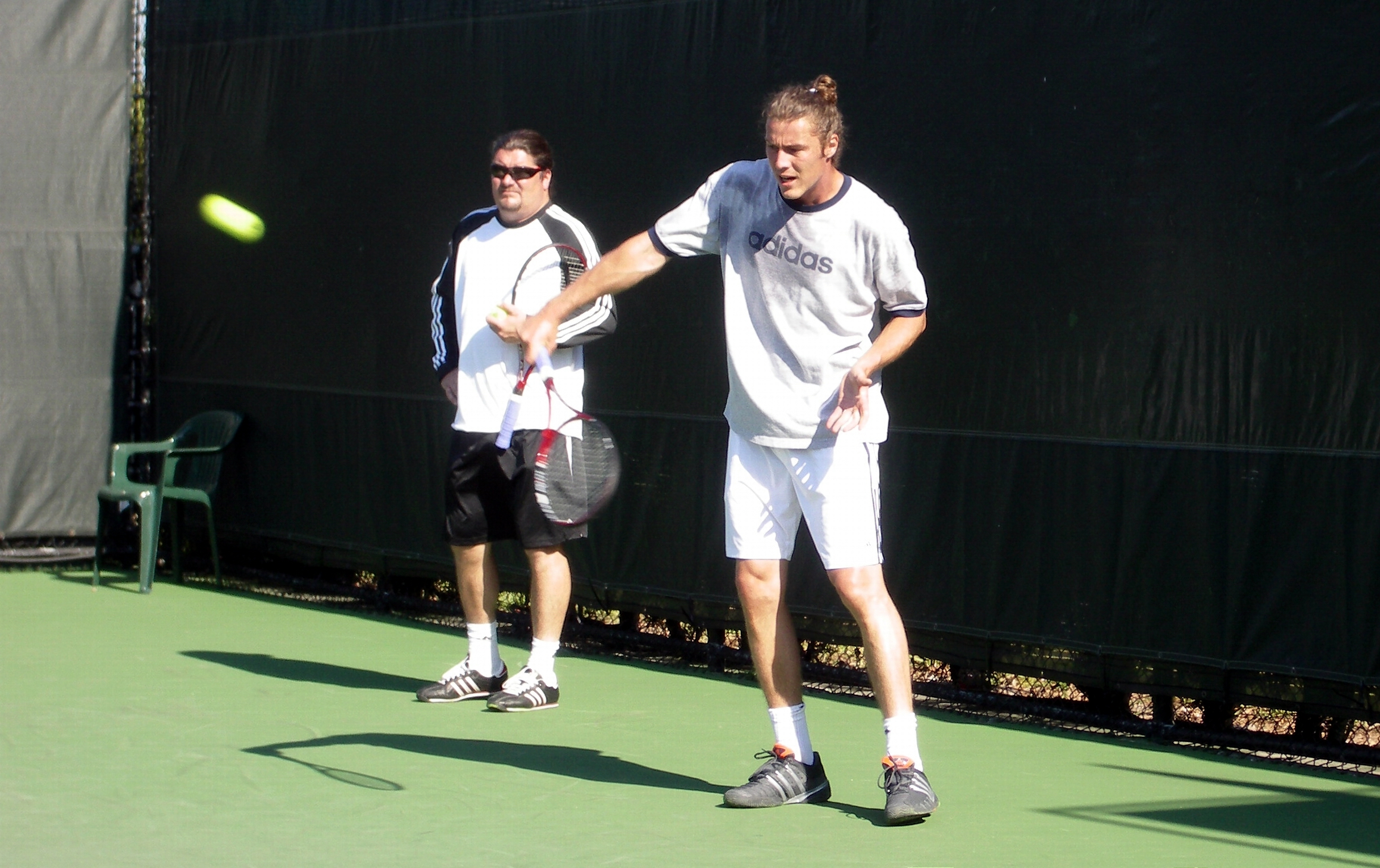
Марат Сафин на тренировке во время турнира.

NASDAQ-100 Open 2006 — профессиональный теннисный турнир, в 22-й раз проводившийся в Ки-Бискейне, Майами на открытых хардовых кортах. Мужской турнир входил в серию ATP Masters, а женский — в серию турниров 1-й категории WTA.
Соревнования были проведены на кортах Tennis Center at Crandon Park, с 20 марта по 2 апреля 2006 года.
Прошлогодними чемпионами являются:
- мужчины одиночки —  Роджер Федерер
- женщины одиночки —  Ким Клейстерс
- мужчины пары —  Йонас Бьоркман /  Максим Мирный
- женщины пары —  Светлана Кузнецова /  Алисия Молик

## Соревнования

### Мужчины. Одиночный турнир
Роджер Федерер обыграл  Ивана Любичича со счётом 7-6(5), 7-6(4), 7-6(6).
- Федерер выигрывает свой 4й в сезоне и 37й за карьеру одиночный титул на соревнованиях тура ассоциации. На этом турнире он побеждает 2й раз подряд.
- Любичич выходит в свой 3й в сезоне и 13й за карьеру одиночный финал на соревнованиях тура ассоциации.

### Женщины. Одиночный турнир
Светлана Кузнецова обыграла  Марию Шарапову со счётом 6-4, 6-3.
- Кузнецова выигрывает свой 1й одиночный турнир в сезоне и 6й за карьеру в туре ассоциации.
- Шарапова выходит в свой 3й в сезоне и 21й за карьеру одиночный финал на соревнованиях тура ассоциации.

### Мужчины. Парный турнир
Йонас Бьоркман /  Максим Мирный обыграли  Боба Брайана /  Майка Брайана со счётом 6-4, 6-4.
- Бьоркман выигрывает свой 3й в сезоне и 45й за карьеру парный титул на соревнованиях ассоциации.
- Мирный выигрывает свой 2й в сезоне и 27й за карьеру парный титул на соревнованиях ассоциации.
- Бьоркман и Мирный выигрывают на этом турнире во 2й раз подряд, а Мирный побеждает уже в 3й раз (первая победа в 2003 году совместно с Роджером Федерером).

### Женщины. Парный турнир
Лиза Реймонд /  Саманта Стосур обыграли  Мартину Навратилову /  Лизель Хубер со счётом 6-4, 7-5.
- Реймонд выигрывает свой 4й в сезоне и 54й за карьеру парный титул на соревнованиях тура ассоциации. На этом турнире она побеждает во 2й раз (до этого в 2002 году совместно с Ренне Стаббс).
- Стосур выигрывает свой 4й в сезоне и 11й за карьеру парный титул на соревнованиях тура ассоциации.